# Міхмас
Міхмас (івр. מכמש, Міхмаш (Утаєне Місце)) — населений пункт у Святій Землі на відстані 11 кілометрів у північному напрямку від Єрусалиму і 9 кілометрів у південному напрямку від Бет-Елу. Вперше згадується у Першій книзі Самуїла як резиденція першого ізраїльського царя Саула. Міхмас відомий як місце битви між ізраїльтянами та філістимлянами (битва під Міхмасом)

## Розташування
Місто знаходилось на плато, котре примикало до стратегічної дороги, що перетинала Палестину і була традиційним шляхом руху армій, з північного боку глибокої (240 м.) ущелини, яке поступово спускається до Йорданської долини. В системі розподілу Обітованої Землі між єврейськими колінами належало до коліна Веніамина. Поселення в тій чи іншій формі існувало протягом століть і тепер носить арабську назву Мухамас (араб. مُخماس). Зараз на відстані трьох кілометрів у північно-східному напрямку від нього розташоване єврейське поселення Маале-Мікмаш засноване у 1981 році.

## Згадки у Біблії
Міхмас згадується як резиденція царя Саула, в якій він утримував 2000 із 3000 своїх воїнів, будучи таким чином головною військовою базою ізраїльтян (частина із цих 2000, однак, розташовувалась окремо на горі Бет-Ел). Очевидно що така кількість воїнів вимагала і відповідної чисельності обслуговчого персоналу та може свідчити про досить великі розміри міста того часу. 
Коло Міхмасу відбулась вирішальна битва із філістимлянами, яку спровокував син Саула Йонатан. Згідно з біблійним описом, численне військо філістимлян було розбито, через несподіваний напад Йонатана на філістимську сторожу.
Місто згадується у книзі пророка Ісаї . У Книзі Езри у переліку євреїв що повернулись із Вавилонської неволі у свої міста згадується 122 чоловіків із Міхмасу . Про те саме ідеться і у згадці про Міхмас в Книзі Неємії .
В період Маккавейський війн Міхмас певний час був резиденцією Йонатана Хасмонея 

## Інші згадки
Крім Біблії, Міхмас ще згадується у книгах Йосипа Флавія, Мішні, а також книзі британського майора Вівіана Ґілберта "The Romance of the Last Crusade" 1923 року. В цій книзі Ґілберт описує як під час атаки британсько-палестинських сил на частини османської армії він згадав про опис цього місця у Біблії. Перечитавши розділи із І Книги Самуїла він дізнався про існування ходу, яким скористався Йонатан для атаки на філістимлян. Виявивши цей хід на місцевості майор так само скористався ним для того щоб обійти противника і захопити місто. 

## Зображення

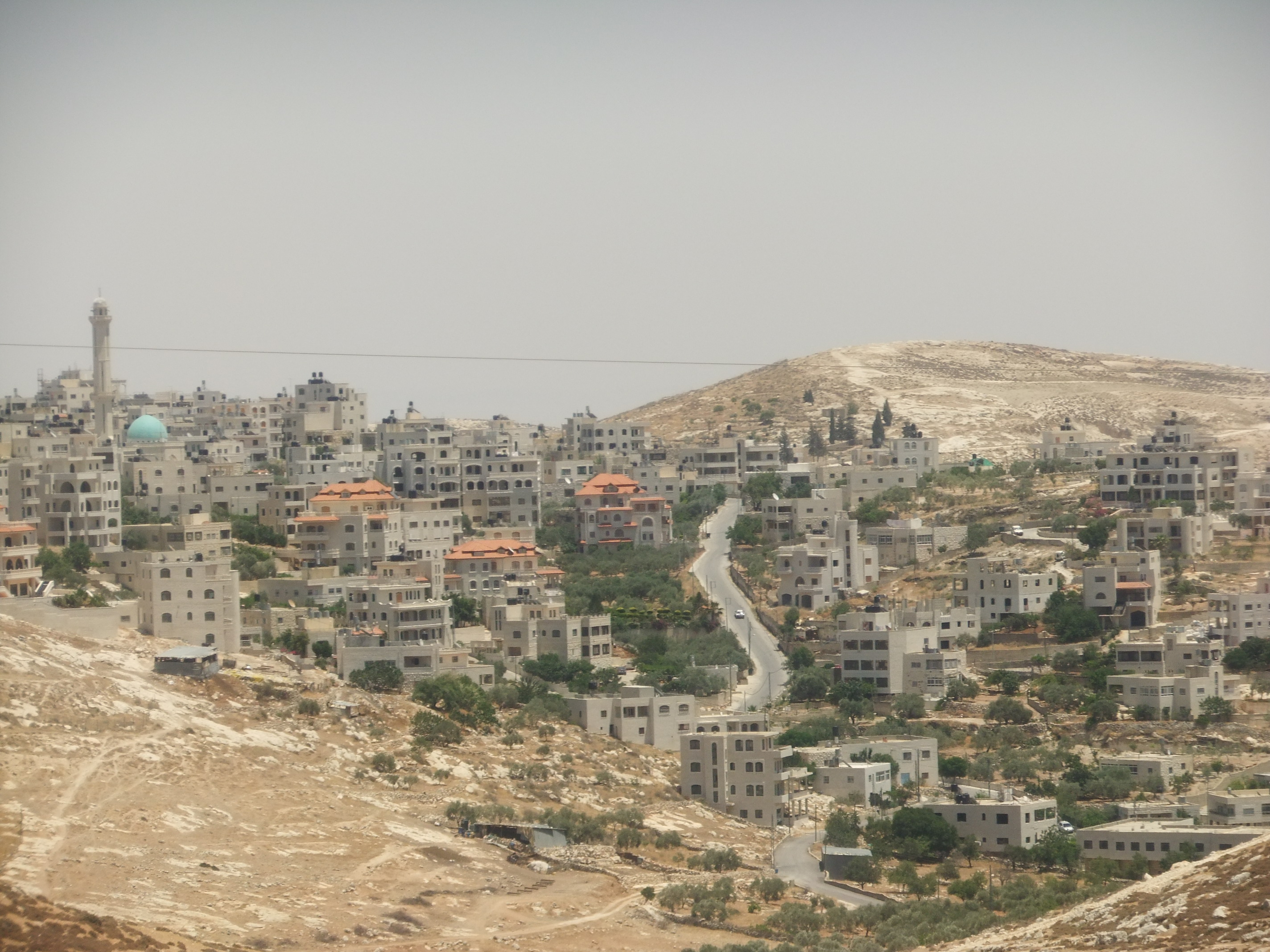
вид на сучасний населений пункт Мухамас
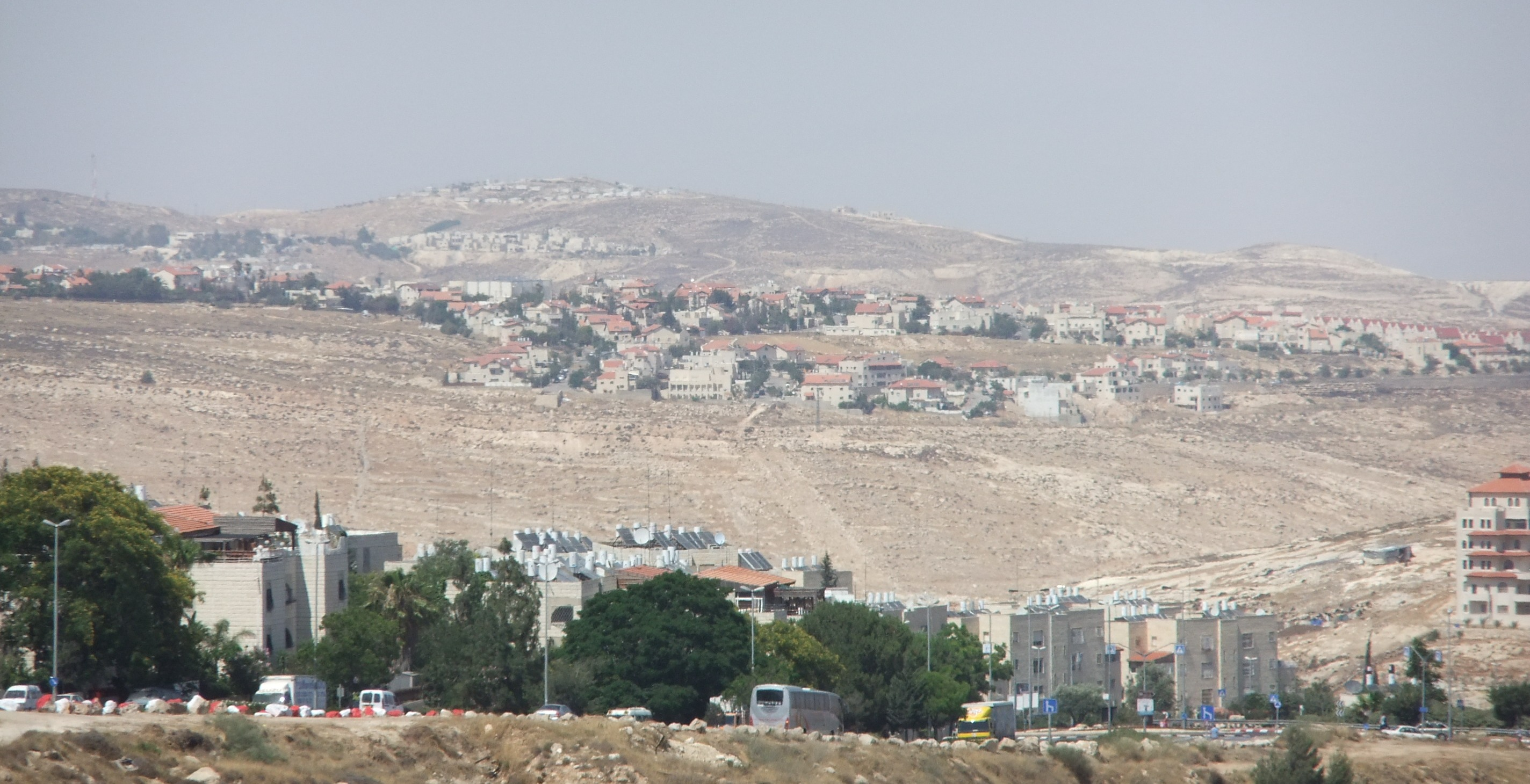
вид на місце розташування Міхмасу із передмістя Єрусалиму
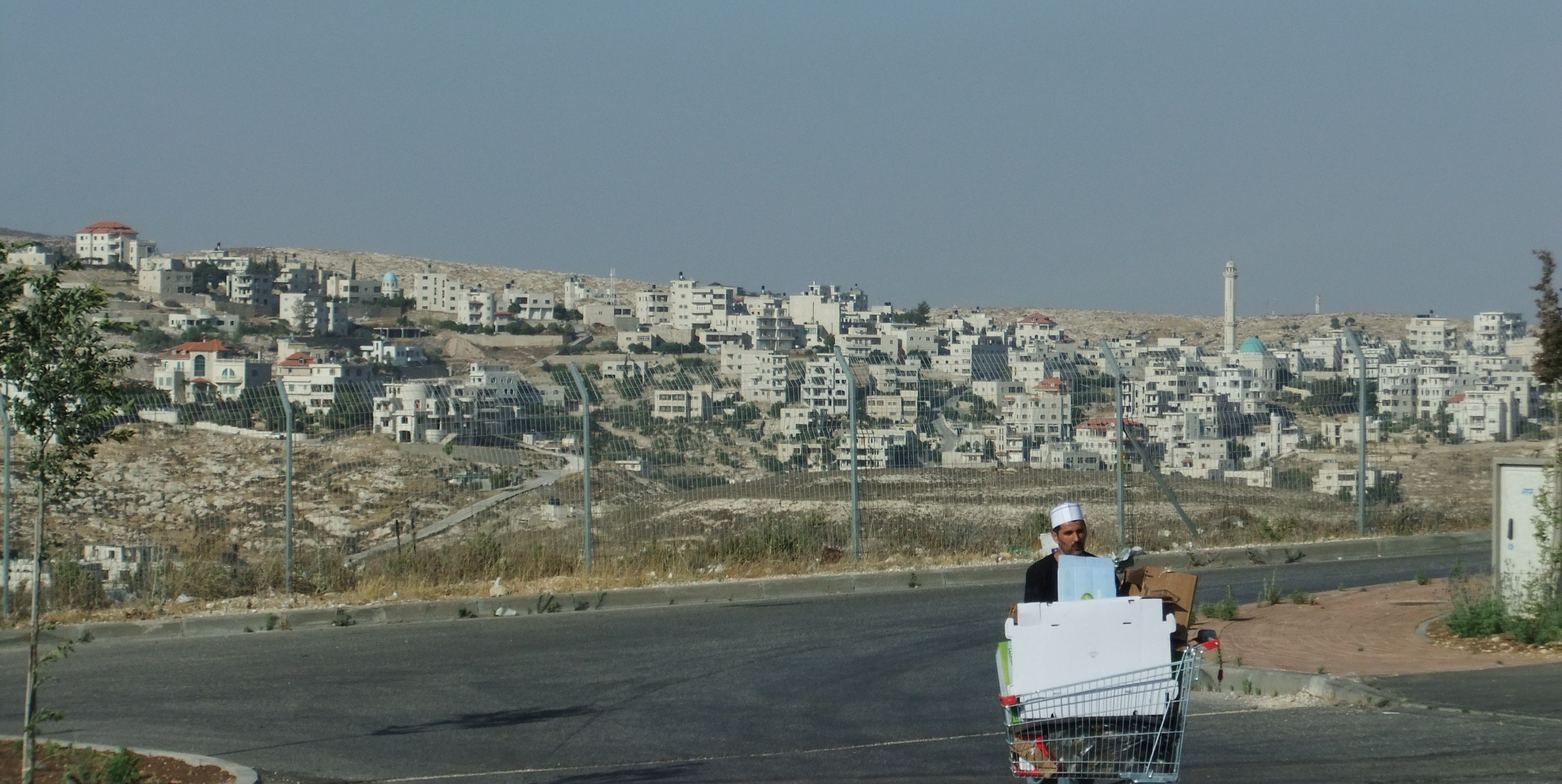
населений пункт Мухамас у 2011 році
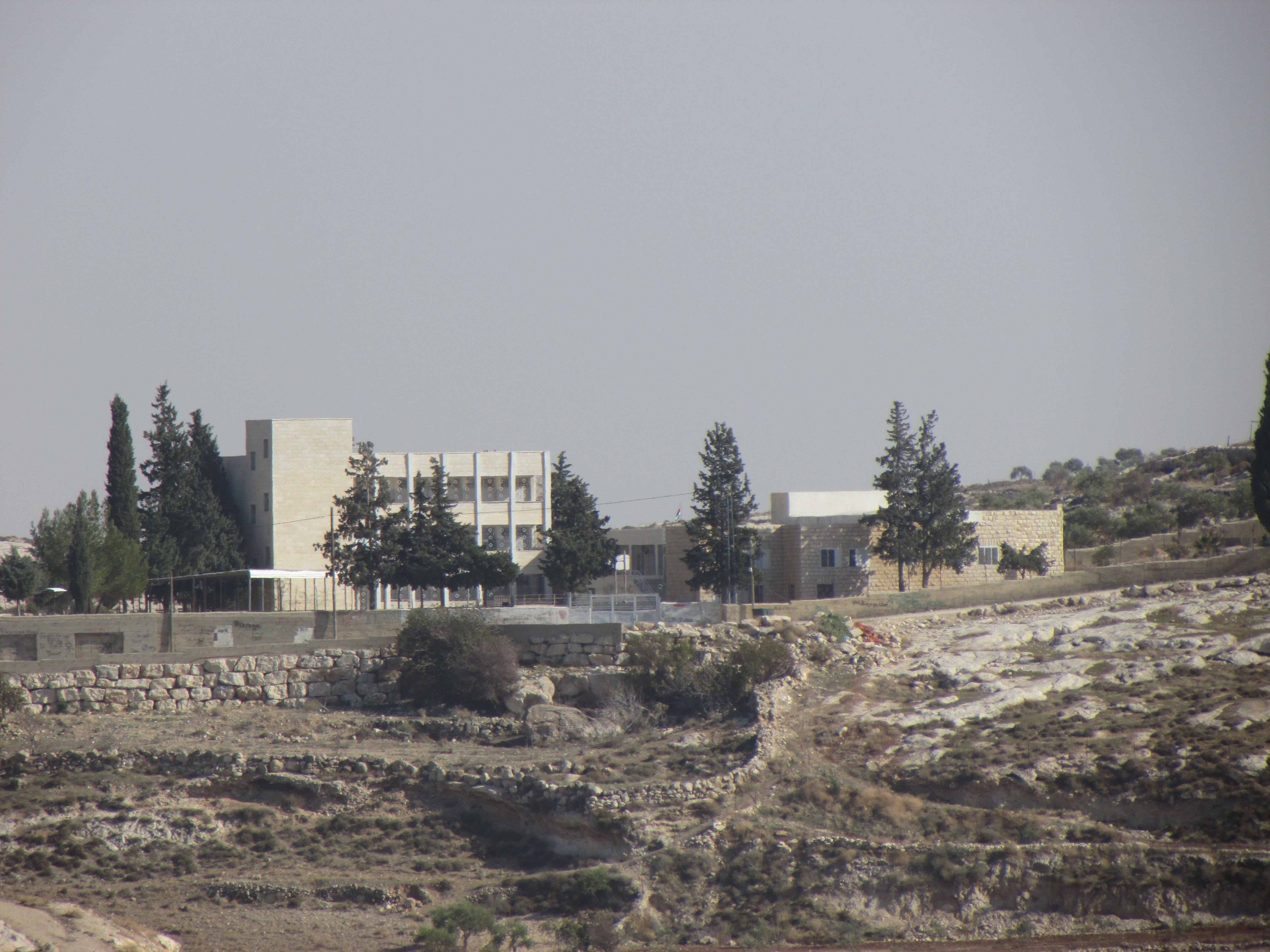
школа